# Großer Rauhenkopf
 (mai 2019).
Le Grosser Rauhenkopf ou Grosser Rauher Kopf (parfois Raunenkopf) est une montagne culminant à 1 604 mètres d'altitude dans le massif des Alpes de Berchtesgaden, dans le chaînon de l'Untersberg.

## Géographie
À environ 250 mètres au sud se trouve le sommet du Kleiner Rauhenkopf à 1 518 mètres d'altitude.

## Ascension
Le Großer Rauhenkopf est généralement monté par le sud en partant d'Aschauer Weiher, Bischofswiesen ou Maria Gern. Au nord, on peut atteindre le sommet par le Bannkopf par la descente de Leiterl/Gatterl.
Du sommet, on a une bonne vue sur Bischofswiesen, Berchtesgaden, le Rotofen et le Lattengebirge, ainsi que des montagnes à plus de 2 000 mètres d'altitude des Alpes de Berchtesgaden comme le Hoher Göll, le Watzmann et le Hochkalter.